# Studentkåren i Borås
Studentkåren i Borås är en studentkår vid Högskolan i Borås.
Verksamhetens inriktning har varierat genom åren, men gemensamt har varit de tre grundpelarna: utbildning, arbetsmarknad och studiesocialt. 
Sedan kårobligatoriets avskaffande ska uppdraget som studentkår vid Högskolan i Borås konkurrensutsättas vart tredje år enligt beslutet i riksdagen. Inför perioden 2025-2028 är det första gången som Studentkåren i Borås får en konkurrent på riktigt då ytterligare en studentkår ansöker om att få status som studentkår vid Högskolan i Borås. Högskolans styrelse fattade beslut i frågan i december 2024 och Studentkåren i Borås gick segrande ur valet. Studentkåren som inte blev vald lämnade då in en överklagan till Överklagandenämnden som i maj fattade beslut om att det inte fanns fog för att Högskolan i Borås skulle fattat ett annat beslut och avslog överklagan. 

## Utveckling
- 1977 - Elevkåren bibliotekshögskolan bildas.
- 1983 - Studentkårerna går ihop till Förenade Studentkårer i Borås. Den första avlönade kårordföranden väljs.
- 1994 - En omorganisation sker och Studentkåren i Borås får sitt nuvarande namn. Studentkåren i Borås får sitt första kårhus. Rabalder på Kungsgatan. Den första STARK-dagen (Studenternas arbetsmarknadsdag) genomförs.
- 1998 - Kårhuset Rabalder brinner och två personer omkommer. Projekt "Omstart" inleds för att ge studenterna ett nytt kårhus.
- 2001 - Det nya kårhuset invigs mitt emot Högskolan. Totalt investeras ca 35 miljoner kronor i huset.
- 2005 - Studentkåren inriktar sig allt mer mot huvudområdet utbildningsfrågor.
- 2006 - 90 % av studentkårens kostnader går till högskoleverksamheten.
- 2007 - Projekt "Studieplats Borås" inleds för att göra Borås till Sveriges bästa studentstad.
- 2010 - Avskaffande av Kårobligatoriet. Stor omorganisation.
- 2010 - Studentkåren i Borås publicerar sin kårtidning Borran i Metro Student Magazine